# 李遜 (嘉靖進士)
李遜（1518年—？），字子益，號禹江，江西南昌府新建縣人，民籍，明朝政治人物。

## 生平
嘉靖二十二年（1543年）癸卯科江西鄉試第五十三名舉人。嘉靖二十三年（1544年）中式甲辰科會試第二百四十四名，登第二甲第二十一名進士。授南京刑部主事，升郎中，三十年出任南直安慶府知府，丁憂歸，起補直隸永平府知府。三十五年（1556年）九月升廣東提學副使，官至福建提学副使。

## 家族
曾祖李時中；祖父李文政；父李素端，母程氏。具慶下。從兄李遷，南京刑部尚書。